# Villa Monastero
La villa Monastero est un musée, jardin botanique et centre de congrès situé à Varenna, sur les bords du lac de Côme.